# Ommatokrithe
Ommatokrithe is een geslacht van uitgestorven kreeftachtigen uit de klasse van de Ostracoda (mosselkreeftjes).

## Soort
- Ommatokrithe prolata Ahmad, 1977 †